# Рибосомний білок L27A
Рибосомний білок L27A (англ. Ribosomal protein L27a) – білок, який кодується геном RPL27A, розташованим у людей на короткому плечі 11-ї хромосоми. Довжина поліпептидного ланцюга білка становить 148 амінокислот, а молекулярна маса — 16 561.
| 10         |  | 20         |  | 30         |  | 40         |  | 50         |
| ---------- |  | ---------- |  | ---------- |  | ---------- |  | ---------- |
| MPSRLRKTRK |  | LRGHVSHGHG |  | RIGKHRKHPG |  | GRGNAGGLHH |  | HRINFDKYHP |
| GYFGKVGMKH |  | YHLKRNQSFC |  | PTVNLDKLWT |  | LVSEQTRVNA |  | AKNKTGAAPI |
| IDVVRSGYYK |  | VLGKGKLPKQ |  | PVIVKAKFFS |  | RRAEEKIKSV |  | GGACVLVA   |

A: Аланін

C: Цистеїн

D: Аспарагінова кислота

E: Глутамінова кислота

F: Фенілаланін

G: Гліцин

H: Гістидин

I: Ізолейцин

K: Лізин

L: Лейцин

M: Метіонін

N: Аспарагін

P: Пролін

Q: Глутамін

R: Аргінін

S: Серин

T: Треонін

V: Валін

W: Триптофан

Цей білок за функціями належить до рибонуклеопротеїнів, рибосомних білків.